# プロテクター USV

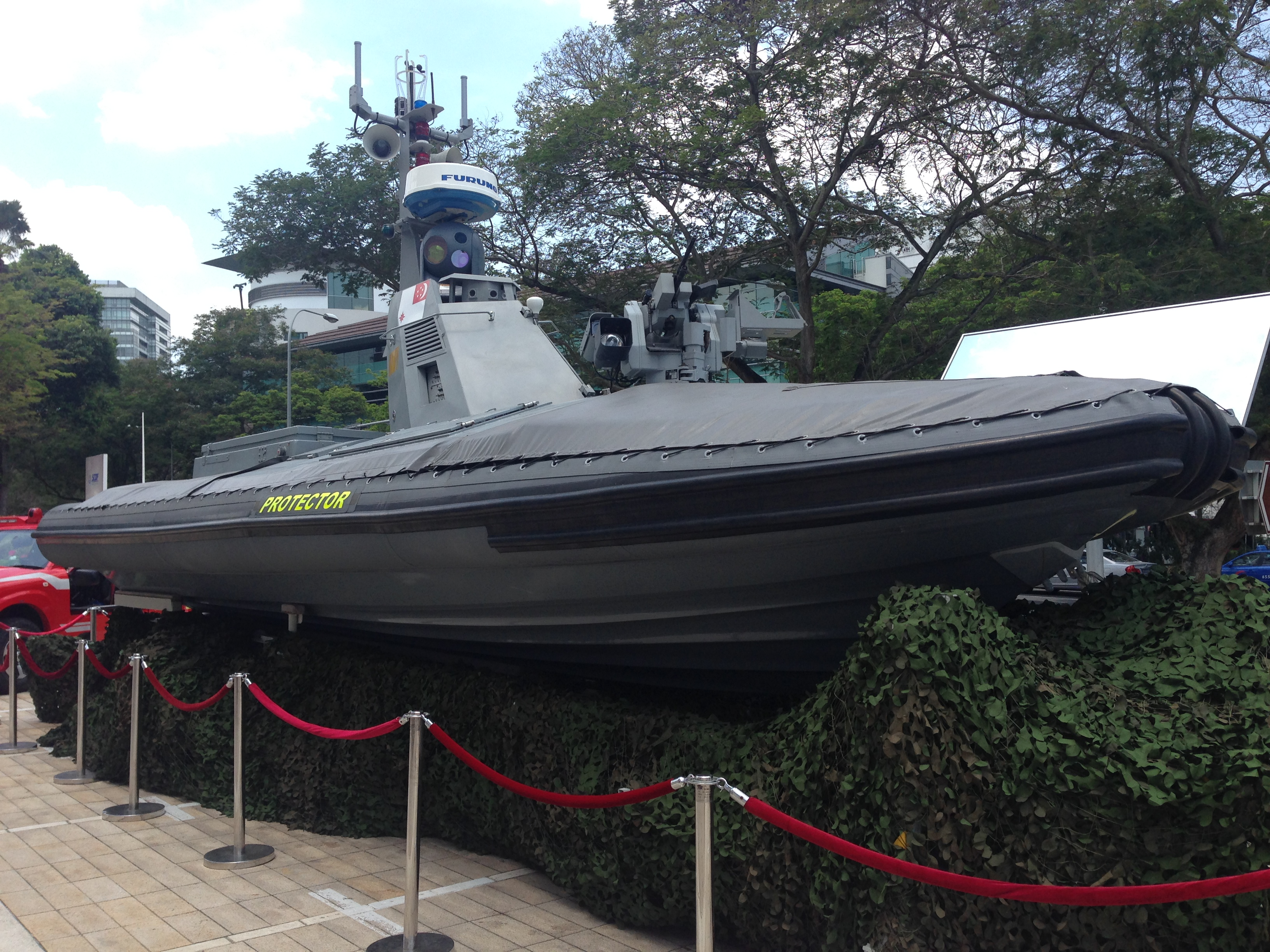
シンガポール国立博物館に展示されるプロテクターUSV

プロテクター USV（Protector USV）は、イスラエルのラファエル・アドバンスド・ディフェンス・システムズによって開発された無人水上艇（USV, Unmanned Surface Vehicle）である。

## 概要
プロテクターUSVは、2000年に発生したアメリカ海軍駆逐艦コール襲撃事件のような、海上でのテロ攻撃に対応するために開発された無人水上艇で、世界で初めて実戦配備された、軍用の無人水上艇である。
プロテクターUSVのベースとなっている船体は、船体長約9メートルの複合艇で、ステルス性を有し、また高い機動性を持っている。上部構造物は完全に防水され、また空力的に機動を妨げない形状となっている。構造物や兵装はモジュール化されており、例えば艦隊防衛、対テロ戦闘、監視、偵察など、任務内容によって装備を迅速に変更する事が可能である。ディーゼルエンジン1基を動力とするウォータージェット推進式で、最高速度は約50ノット（92km/h）に達する。
基本武装として、同じくイスラエルのラファエル社で開発されたミニ・タイフーンRWSを装備しており、M2重機関銃、7.62mm機関銃、M134 "ミニガン"、あるいは40mmグレネードランチャーを装備可能である。監視、偵察用には同じくラファエル社製のTOPLITE監視・照準装置を装備している。この装置にはFLIR（赤外線前方監視装置）、CCDカメラ、レーザーレンジファインダー、音響拡声器などの機能が搭載され、昼夜を問わない監視活動が可能となっている。
プロテクターUSVは陸上あるいは洋上の有人船舶からの遠隔操作による作戦行動が可能で、不審船などに近づくことなく、偵察や監視活動を行う事が可能である。
ラファエル社は2011年に、既存機種より船体の大きい、船体長約11メートルの新型プロテクターUSVを発表した。これにより航続距離の増加、搭載兵装の拡大が可能になると伝えられている。

## 戦歴
プロテクターUSVは2005年にシンガポール海軍に導入され、エンデュアランス級揚陸艦と共にペルシャ湾およびアデン湾周辺海域での平和維持活動任務（海賊対策任務）に投入されている。
2006年にはアメリカ合衆国のフロリダ州タンパにおいて、ラファエル社・ロッキード・マーティン・BAEシステムズが合同で、プロテクターUSVのデモンストレーションをアメリカ海軍、アメリカ沿岸警備隊、およびアメリカ特殊作戦軍の洋上作戦関係者に対して行った。

## スペック表
- 船体長: 9メートル
- 船体構造: 複合艇（Rigid-hulled inflatable boat, RHIB）
- エンジン: ディーゼルエンジン
- 推進方式: ウォータージェット推進
- 速度: 50ノット（92km/h）
- 航法装置: レーダー、GPS、慣性航法装置
- 監視、観測装置: TOPLITE 電磁式/光学式 監視・照準装置（FLIR（赤外線前方監視装置）、CCDカメラ、レーザーレンジファインダー）
- 武装: ミニ・タイフーンRWS

## 採用国

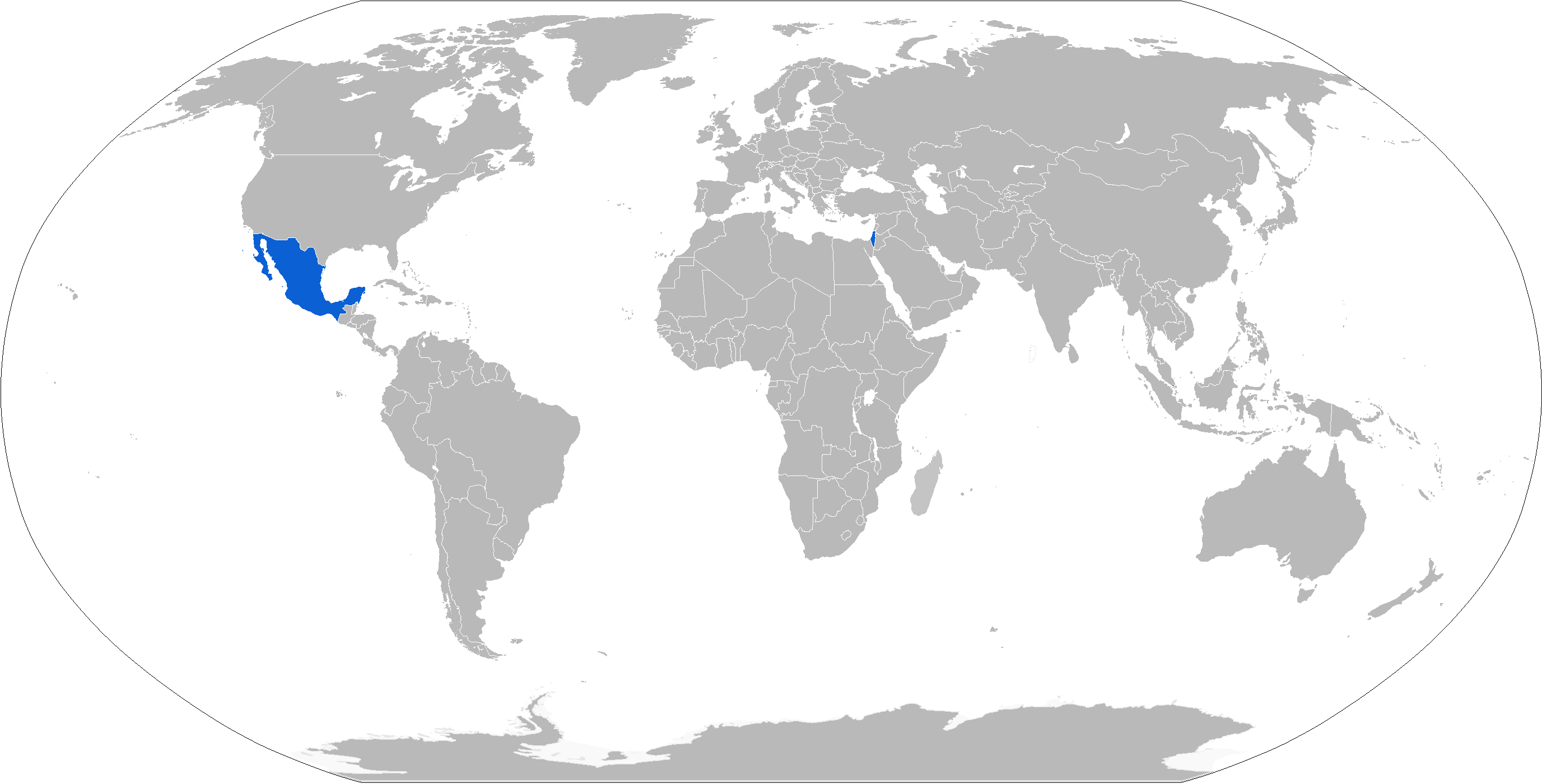
プロテクターUSV 採用国

- イスラエル: イスラエル海軍
- シンガポール: シンガポール海軍
- メキシコ: メキシコ海軍